# Bisdamitz

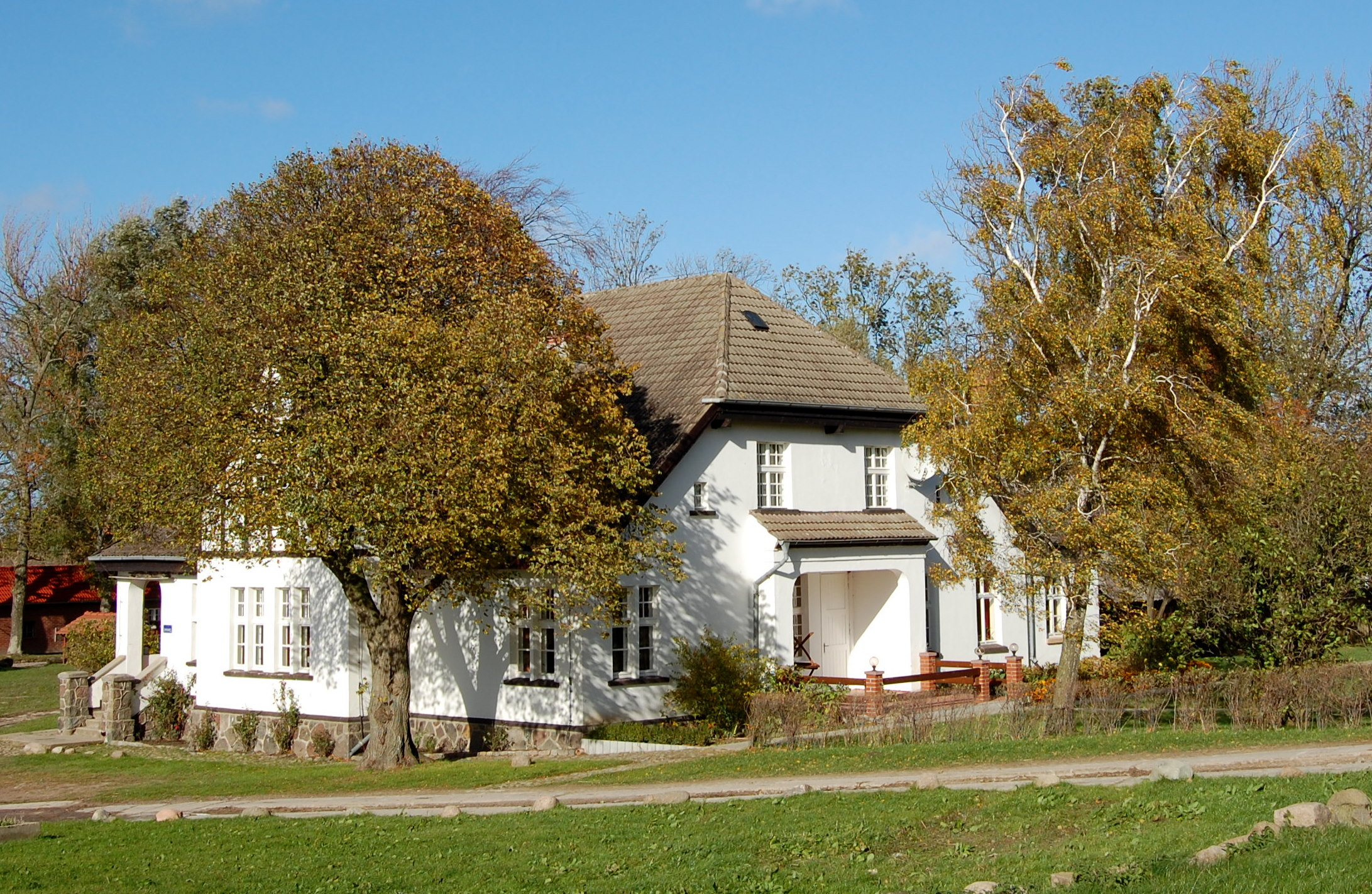
Gutshaus

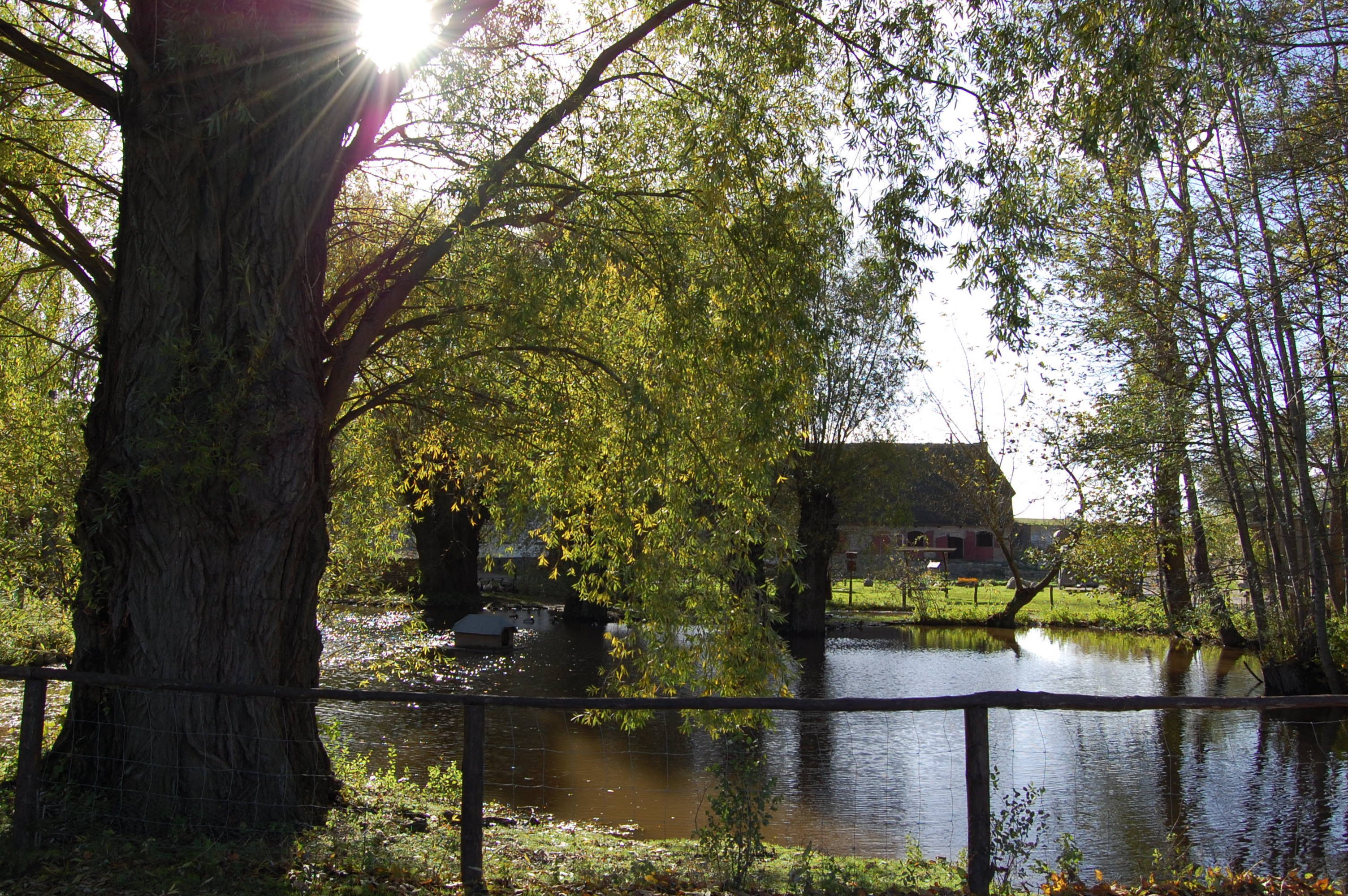
Teich in Bisdamitz

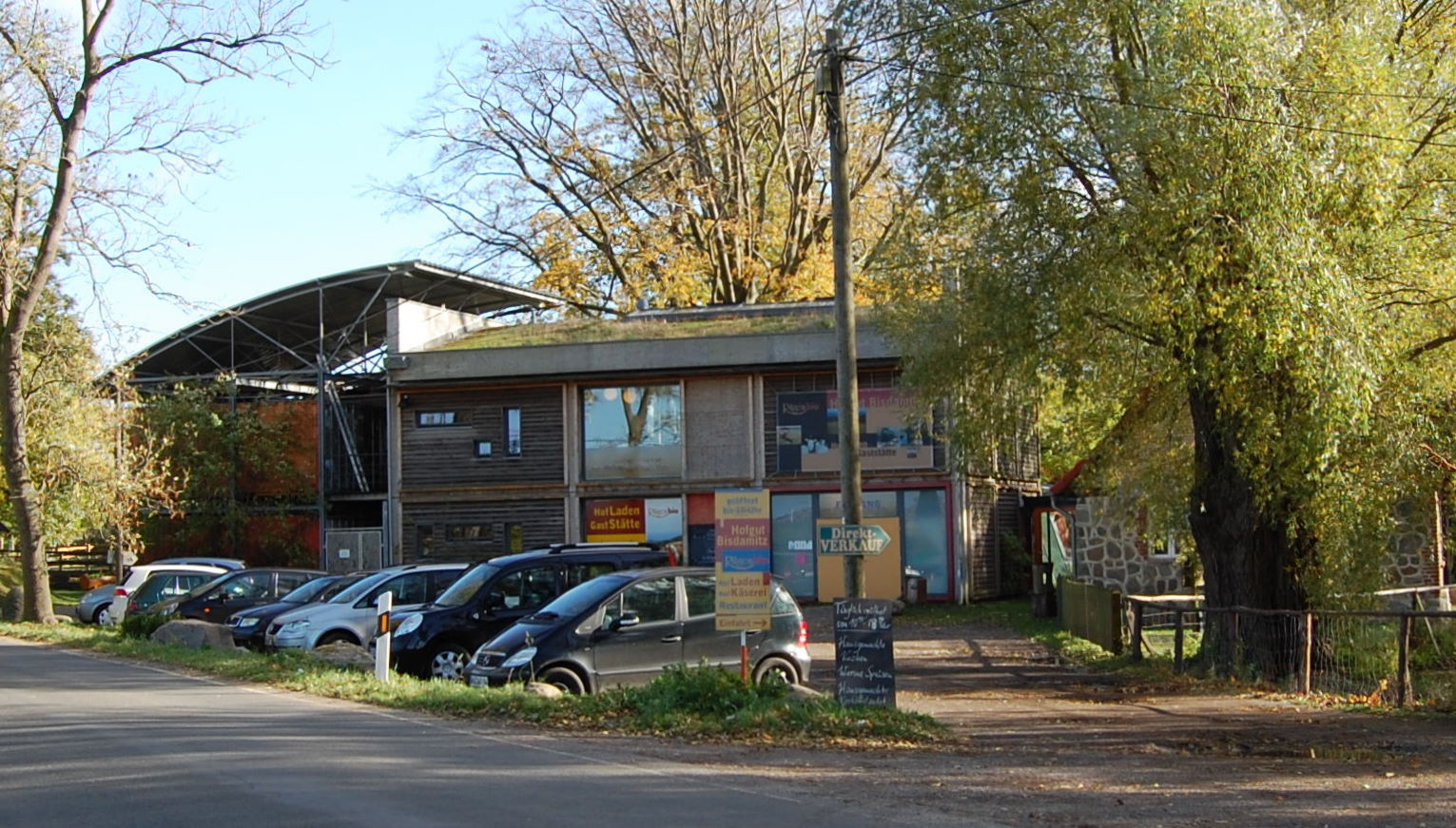
Hofladen

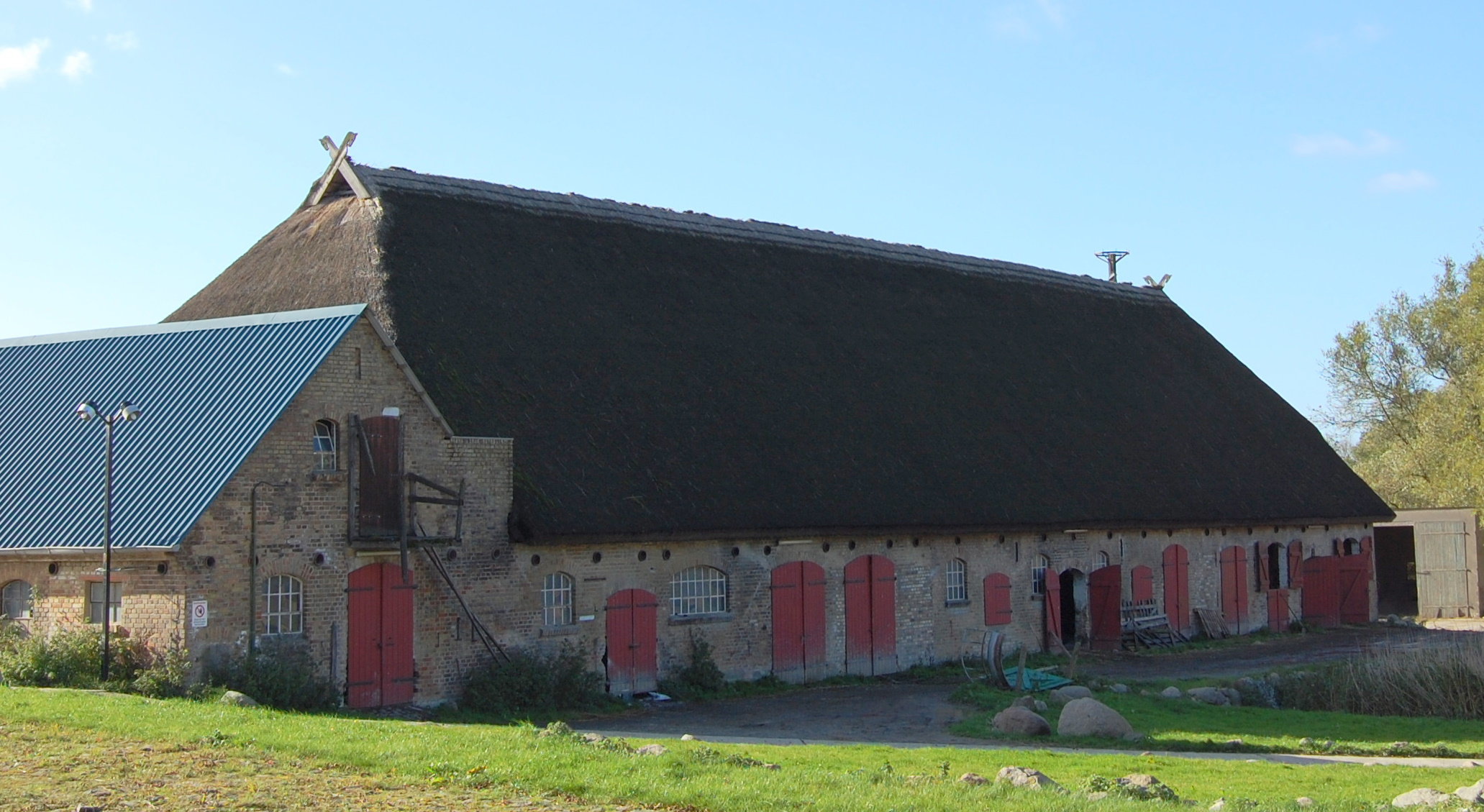
Wirtschaftsgebäude

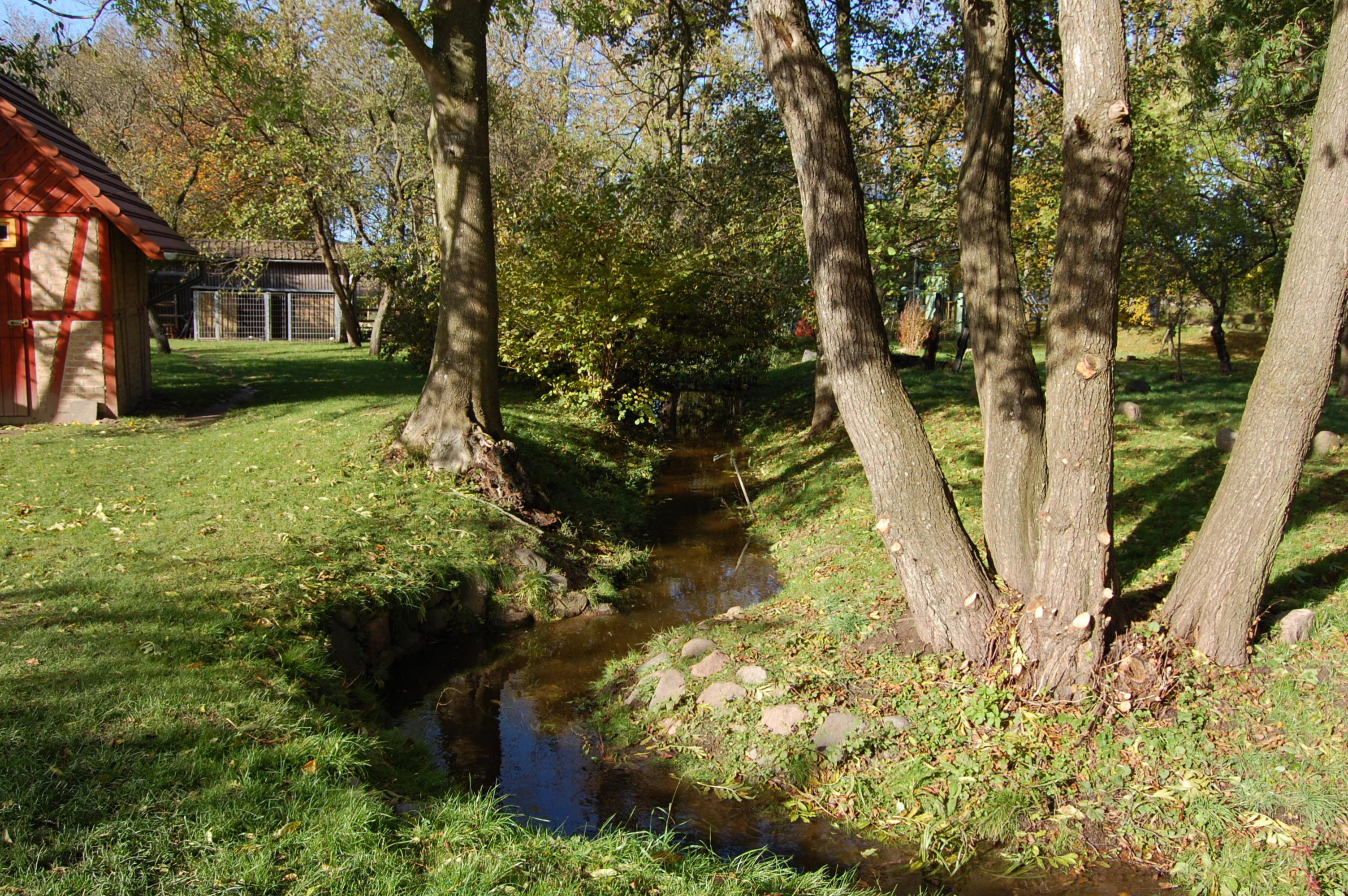
Bachlauf durch Bisdamitz

Bisdamitz ist ein zur Gemeinde Lohme auf Rügen gehörender Wohnplatz.

## Lage
Der Ort, dessen größter Teil von einem Gutshof gebildet wird, liegt in der Endmoränenlandschaft der Halbinsel Jasmund am Rand einer Niederung unweit der Nordküste zur Ostsee auf einer Höhe von etwa 50 m über NN. Durch die Niederung fließt der Kaderbach, der ab Bisdamitz den Namen Bisdamitz Bach trägt. Nördlich der Ortslage führt die Straße von Glowe nach Lohme vorbei. Zum Ort Bisdamitz gehören auch zwei nicht zum Gut gehörende Uferkaten sowie eine Ferienpension im Bungalowstil am Steilufer der Ostsee.
Die Gutsanlage steht unter Denkmalschutz. An der Landstraße wurde ein Gebäude in moderner architektonischer Gestaltung errichtet, in welchem zeitweise ein Hofladen und eine Hofgaststätte untergebracht waren. In beiden wurden Produkte aus ökologischem Anbau verkauft. Darüber hinaus bestand eine Käserei.

## Geschichte
Eine erstmalige urkundliche Erwähnung erfolgte 1314 als „Bisdomitze“. Der Name leitet sich vom slawischen Bezdomici ab. Bez doma hat dabei im deutschen die Bedeutung von Leute ohne Haus. Der Ort war als Weiler, später als Einzelhof angelegt. Der Einzelhof war als offener Vierseitenhof gestaltet.
Im 15. Jahrhundert gehörte das Hofgut Bertram von Lübeck, einem Stralsunder Ratsherren, und dem Stralsunder Bürgermeister Möller. 1486 veräußerte Bertram von Lübeck seinen Anteil an das Stralsunder Kloster Marienkron. Der Möllersche Teil wurde nach seinem Tod 1498 im Rahmen einer Armenstiftung der St.-Marien-Kirche Stralsund übertragen. Der Stiftungsbrief vom 17. Oktober 1500 legt als Zweck der Möllerschen Armenstiftung die Armenpflege fest. Der Hof lieferte regelmäßig Naturalien an 25 Bedürftige. 1532 bestanden vier Bauernhöfe die insgesamt 4 Hufen und 6 Morgen Ackerland und somit etwa 83 Hektar bewirtschafteten. 1599 war einer der Höfe mit zwei Landhufen doppelt so groß wie die drei anderen.
Nach der Reformation übergaben die letzten vier auf dem Hof lebenden Nonnen 1558 den klösterlichen Anteil ebenfalls der Marienkirche. Die Verwaltung des Eigentums erfolgte seit dem 17. Jahrhundert durch das evangelische Konsistorium Greifswald. Noch heute ist die Marienkirche Eigentümerin des Hofs und erhält die Pachteinnahmen, die der Erhaltung der Kirche dienen.
1695, zum Zeitpunkt der schwedischen Matrikelvermessung, lebten in Bisdamitz zwei Bauernfamilien, die Roggen, Weizen, Gerste, Hafer, Erbsen und Lein anbauten und Pferde, Kühe und Bienen hielten. Ein dritter Bauernhof war unbesetzt. Die Pächter wechselten im Laufe der Zeit mehrmals. In der ersten Hälfte des 19. Jahrhunderts hatte die Familie Tiburtius die Pacht. Es wurden Schafe, Schweine, Hühner und Milchvieh gehalten und vor allem Weizen und Erbsen angebaut. Das Getreide wurde in Stralsund verkauft und von dort zu einem erheblichen Teil nach England exportiert. Das Gutshaus war zu diesem Zeitpunkt ein Fachwerkgebäude mit rotem Ziegelwerk und Strohdach. Dieses Gutshaus brannte Anfang des 20. Jahrhunderts ab.
1905 wurden 32 Einwohner gezählt und 160 Hektar bewirtschaftet. Pächter des Guts war P. Schreiber, anschließend bis zur Enteignung 1945/46 Karl Friedrich Julius Otte.
Bei der Bodenreform nach dem Zweiten Weltkrieg wurden die Pächter enteignet, die Kirche blieb jedoch Eigentümer des Guts. Auch in der Zeit der DDR wurde das Gut in der Eigenverwaltung der Kirche geführt. Von 1965 bis 1980 arbeiteten 15 bis 18 Behinderte im Betrieb. 1970 wurden 120 Rinder, davon 60 Milchkühe, 120 Mastschweine sowie verschiedene Geflügelarten gehalten. Der Betrieb war in das planwirtschaftliche Wirtschaftssystem der DDR integriert. So mussten, obwohl die steinigen Bodenverhältnisse hierfür eher ungeeignet waren, Rüben und Kartoffeln angebaut werden. Ende der 1970er Jahre entstanden dann aber rentablere Produkte. In den 1970er Jahren wurden auch die Flächen der St.-Pauli-Kirche Bobbin dem Kirchgut angegliedert, so dass insgesamt etwa 185 Hektar bewirtschaftet wurden. Die Ausbringung von Pflanzenschutz erfolgte konventionell und unterschied sich nicht von der Praxis benachbarter LPG-Flächen.
Nach der politischen Wende des Jahres 1989 löste die Kirche unrentable Kirchgüter auf, darunter auch Bisdamitz. Im Jahr 1993 wurde der Förderverein Kirchgut Bisdamitz/Rügen, Verein für ökologischen Landbau, Naturschutz und Pflege der Kultur e. V. gegründet, um einen reinen Hotel- oder Gaststättenbetrieb des Gutes zu verhindern. 1994 wurde die ökologische Bewirtschaftung des Guts aufgenommen. Das zum Anbauverband Bioland gehörende Gut bewirtschaftet 480 Hektar, wovon 370 Hektar Grünland sind. Es werden 60 Milchkühe, 200 Mutterschafe, 600 Fleischschafe, 10 Sauen, 1 Eber, 2 Hunde und 2 Katzen gehalten (Stand 2007). Das Gut betreibt auch ein Bistro im Nationalparkzentrum Königsstuhl.
Die touristische Entwicklung und der Ausbau zu einem Erlebnishof wurde seit 2002 durch die Bildungs- und Beschäftigungsgesellschaft Rügen mbH als Biolandhof Bisdamitz betrieben. Es entstand ein eintrittsgeldpflichtiger Spielplatz mit einem Bootsnachbau. Im Jahr 2014 wurde der Biolandhof von der Beschäftigungsgesellschaft geschlossen. Zuvor war das Hofgut-Unternehmen, dem die Immobilien gehören, in Insolvenz gegangen und ein starker Rückgang der Besucherzahlen war zu verzeichnen.

## Persönlichkeiten
1834 wurde der deutsche Arzt und Schriftsteller Karl Tiburtius (1834–1910) in Bisdamitz geboren. Seine 1843 ebenfalls in Bisdamitz geborene Schwester, Franziska Tiburtius (1843–1927), wurde die erste deutsche Ärztin.